# Plecoptera tandoana
Plecoptera tandoana là một loài bướm đêm trong họ Erebidae.